# زيت الحشيش

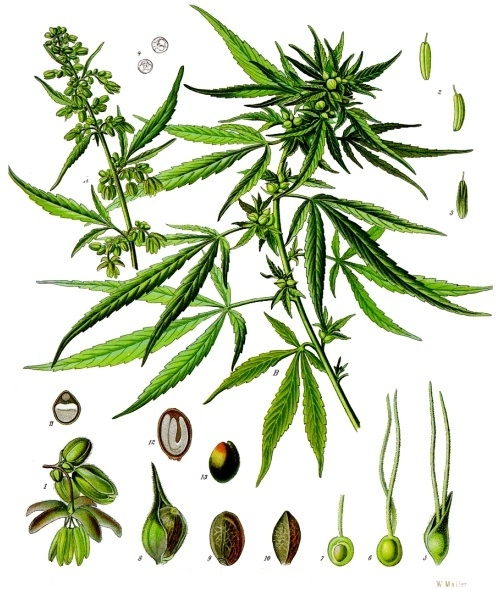

زيت الحشيش هو زيت عطري يتم استخلاصة من زهور وأوراق نبتة القنب عن طريق التقطير بالبخار.
ويتصف بلونه الأخضر المائل قليلاً إلى السواد، وهو متطاير بدرجة عالية، ويحتوي زيت الحشيش على العديد من المكوّنات الفعّالة كمركبات أحادية التيربين ومركبات نصف التربين سيسكي تربين والعديد من المركبات العضوية الأخرى.